# 勇さんのびわ湖カンパニー
『勇さんのびわ湖カンパニー』（ゆうさんのびわこカンパニー）は、2002年9月6日（9月5日深夜）からびわ湖放送（BBC）で放送されている地域密着情報バラエティ番組である。愛称・通称は「びわカン」。

## 概要
「滋賀を盛り上げろ!」「びわ湖を守れ!」をコンセプトにした地域密着番組で、毎回これらのコンセプトに沿った企画を実施している。スタジオ内での企画では、滋賀県内外のニュースを分かりやすく伝えたり、滋賀県民たちを集めてのトークバトルを展開させたりしている。そしてスタジオ外での企画では、滋賀県民たちと交流したり、自然と触れ合ったりしている。
この番組は、メインパーソナリティの川本勇を社長とするNPO法人という触れ込みで行われており、川本には「びわカン社長」という肩書きが、その他のレギュラー陣には「びわカン社員」もしくは「びわカン研修生」という肩書きが付いている。番組は実際に制作費の一部を「We Love びわ湖基金」（びわ湖を守るための基金）に寄付しており、第3回世界水フォーラムにも参加している。番組制作も川本勇が代表取締役を務めるU★STONEが行っており、びわ湖放送は制作協力という形で携わっている。ゲストには川本の人脈を生かした人物を多数招いており、元滋賀県知事の國松善次もたびたびゲスト出演している。なお、國松は川本を「ミスターびわ湖」と称していた。

### 社訓
1. 滋賀を盛り上げろ!
2. 琵琶湖を守れ!
3. 人を大切に!
4. ロックせよ!

## 番組の歴史
『びわカン』誕生以前のびわ湖放送では、牧田もりかつが司会を務めた『意味深ホームルーム』（木曜 23:55 - 24:40）と、川本が司会を務めた『自由王国 フリキン』（木曜 24:40 - 25:35）の2つの地域密着番組が放送されていたが、前者が2002年に終了。それとともに後者も放送曜日を変更することになり、以後しばらくは別の時間帯で『飛び出せ!フリキン ウターウォーズ』（金曜 24:10 - 25:05）と題して放送されていた。これが再度リニューアルしたのが本番組である（リニューアル直後の放送時間は金曜 24:10 - 25:05）。なお、『意味深ホームルーム』の終了後、牧田は本番組に報道担当記者として出演していた。
かつては生放送だったが、後に事前に生放送形態で収録した録画番組（いわゆる撮って出し）へと移行した。
2006年には番組のネット配信を開始した。ネット配信では番組のオープニングと本編を分けているが、基本的に地上波で放送された内容はCMも含めてそのまま流れる。現在ではYouTubeでの配信へと移行している。
2010年4月2日深夜には400回記念生放送スペシャルを、2012年2月17日深夜には500回記念スペシャルを放送した。2021年9月11日（9月10日深夜）で放送1000回となり、月間特集として、同年9月25日（9月24日深夜）には150分の生放送を実施した。

## 出演者

### レギュラー
出典
- 川本勇（ミュージシャン、タレント、プロデューサー） - びわカンの社長として出演。番組のプロデューサーも兼任している[1]。
- 伴英将（尺八奏者）びわカン社員
- シュージ（滋賀県出身ロックバンド・サムライズムのヴォーカル）びわカン社員
- ユリヤ（ロシア出身・滋賀育ち）びわカン社員
- かんな（星崎柑那） びわカン社員
- 佐合井マリ子（滋賀県出身シンガーソングライター）びわカン社員
- ひよりん（元サッカー愛知県代表）びわカン社員
- 越野SYOKO.（シンガーソングマルチタレント）びわカン社員
- YASU（株式会社BeViBi OTSUの代表）びわカン社員

### 準レギュラー
- ファミリーレストラン

### 元レギュラー
- ひまり（あすかひまり） びわカン社員
- 牧田もりかつ（当時びわ湖放送アナウンサー） - 報道担当記者として出演。
- MC MORIYA（滋賀のタレント）
- えりり
- レイカーズ（松竹芸能所属の漫才師（解散））
- びわ湖カンカン娘。
- 松田真理
- Jan2
- プリンセス金魚
- H@chi
- 佐々木清次（歌手）
- 後藤晃宏（DJ、音楽評論家、THE JANGOのギターリスト）
- biwajo （フリーペーパー『滋賀美少女図鑑』のモデルで構成）
- ほしか
- ＬEDIA
- ほか

### 番組出身の有名人
- 柏木貴代 - 川本のプロデュースで“滋賀のアイドル”として活動し、CD「湖の少女」をリリース。後に美少女クラブ31に所属。※現在は引退。

### 主なゲスト
- 西川貴教
- 押尾コータロー
- 大山加奈（バレーボール女子日本代表、東レ・アローズ所属） - 東レ・アローズの本拠地が大津市にあるためにゲスト出演した。
- 國松善次（元滋賀県知事） - 知事退任後にも出演。2021年の放送1000回の特別番組にも出演[2]。
- 嘉田由紀子（元滋賀県知事）
- 三日月大造（滋賀県知事） - 2021年の特別番組では色紙に揮毫した[2]。
- SANISAI
- ザ・クロマニヨンズ - VTR出演。
- 松本隆博（ダウンタウン・松本人志の兄）
- 太平サブロー - VTR出演。

## スタッフ
データは公式動画からの参考。
- ディレクター：太田集、山田周平
- アシスタントディレクター：田村美希、檜垣翔也
- プロデューサー：川本勇、卯田達
- アシスタントプロデューサー：関口忍、小川響一郎
- 協力：BBCサービス
- 制作協力：BBC（びわ湖放送）[6]
- 制作著作：U★STONE

## 企画
ウターウォーズ 〜滋賀50市町村歌作り旅〜
川本と歌作りに協力する人物が滋賀旧50市町村を1か所ずつ訪れ、そこに住む人々と触れ合い、その土地に合ったオリジナル曲を製作する企画。『飛び出せ!フリキン ウターウォーズ』時代の2002年4月5日に開始し、2005年11月25日に50市町村を回って終了した。詳しくは公式サイトの「ウターウォーズ」を参照。

## 放送・ネット配信

### 放送
| 放送対象地域                  | 放送局                                             | 放送日時 | 放送期間 | 備考         |
| ----------------------------- | -------------------------------------------------- | --- | --- | ------------ |
| 滋賀県                        | びわ湖放送                                         | 金曜 24:20 - 25:15 （土曜 0:20 - 1:15） 金曜 24:20 - 25:00 （土曜 0:20 - 1:00） 金曜 24:20 - 25:15 （土曜 0:20 - 1:15） 金曜 24:15 - 25:10 （土曜 0:15 - 1:10） 【再放送】 月曜 10:00 - 10:55 | 2002年9月- 2009年3月27日 2009年4月3日 - 2012年3月30日 2012年4月6日 - 2012年9月28日 2012年10月5日 - 2014年4月 - | 製作局       |
| 京都府                        | KBS京都                                            | 金曜 25:55 - 26:50 （土曜 1:55 - 2:50） 金曜 26:00 - 26:55 （土曜 2:00 - 2:55） | 2003年4月 - 2006年3月                                                                                          | 途中打ち切り |
| 京都府 大阪府 兵庫県 和歌山県 | J:COMチャンネル （ジェイコムウエスト管轄エリア内） | 土曜 21:00 - 21:55 | - 2016年3月 | 1日遅れ      |
| 京都府 大阪府 兵庫県 和歌山県 | eo光チャンネル （オプテージ）                      | 水曜 21:00 - 21:55 | 2016年7月 - |              |
| 滋賀県甲賀市                  | チャンネルこうか （あいコムこうか）                | 毎日 4:00 - 5:00 | |              |

### ネット配信
- YouTube
- GYAO!（Yahoo! JAPAN）